# Wirft
Wirft là một đô thị thuộc huyện Ahrweiler, trong bang Rheinland-Pfalz, phía tây nước Đức. Đô thị Wirft có diện tích 3,25 km², dân số thời điểm ngày 31 tháng 12 năm 2006 là 145 người.